# Campeonato Nacional de Rodeo de 2018
El Campeonato Nacional de Rodeo de 2018 fue la 70.ª versión del popular y tradicional Champion de Chile. 
Con este campeonato culminó la temporada 2017-2018 del rodeo chileno. Fue disputado en la ciudad de Rancagua, en la principal medialuna de Chile entre el 5 y el 8 de abril de 2018.
Los campeones fueron los jinetes del criadero Peleco Gustavo Valdebenito y Cristóbal Cortina quienes montaron a "Compadre" y "Caballero" y realizaron un total de 37 puntos. Con un punto menos que los campeones terminaron José Boso y Claudio Krause mientras que el siempre vigente criadero Santa Isabel culminó tercero con 32 puntos.
En el movimiento de la rienda el ganador fue Luis Eduardo Cortés, jinete que obtuvo su octavo título nacional, superando al mítico José Manuel Aguirre. La competencia femenina la ganó por segunda vez la amazona Valentina Hernández.
El campeonato selló una semana de conmemoraciones debido a los setenta años de campeonatos nacionales contando con la presencia del presidente de Chile Sebastián Piñera, además de varias autoridades e invitados especiales.

## Resultados

### Serie de campeones
| Cuarto Animal 2018 | Cuarto Animal 2018                      | Cuarto Animal 2018             | Cuarto Animal 2018               | Cuarto Animal 2018 |
| ------------------ | --------------------------------------- | ------------------------------ | -------------------------------- | ------------------ |
| Posición           | Jinetes                                 | Caballos                       | Asociación                       | Puntaje            |
| 1.ª                | Gustavo Valdevenito y Cristóbal Cortina | "Compadre" y "Caballero"       | Malleco                          | 37                 |
| 2.ª                | José Boso y Claudio Krause              | "Distinguido II" y "Don Facha" | Biobío                           | 36                 |
| 3.ª                | Eduardo Tamayo y Juan Carlos Loaiza     | "Isleña T.E." e "Isaura"       | Valdivia                         | 32                 |
| 4.ª                | Gustavo Valdevenito y Cristóbal Cortina | "Mono Mono" y "Messi"          | Malleco                          | 31                 |
| 5.ª                | Marcelo Bancalari y Hernán Lobel        | "Correntoso" y "Risueño"       | Concepción - LLanquihue y Palena | 30                 |
| 6.ª                | Cristián Ordóñez y Miguel Herrera       | "Despreciado" y "Manolete"     | Linares                          | 25                 |

### Serie Mixta
- 1.er lugar: Ricardo Mohr y Alejandro Alvariño (Asociación Osorno) en "Rico Solterón" y "Chépica" con 24 puntos (6+11+2+5).
- 2.º lugar: Criadero Riberas del Claro, Juan Pablo Muñoz y Pedro González (Asociación Talca) en "Vituperio II" y "Víbora II" con 23 (11+1+4+7).
- 3.er lugar: Criadero Santa Elba, Pablo Quera y Claudio Herrera (Asociación Aguanegra) en "Tres de Copa" y "Terremoto" con 20 (8+6+5+1) +3.

### Serie promocional femenina
- 1.er lugar: María Alejandra Barros y Romané Soto (Asociaciones O'Higgins y Colchagua) en "Ganadero" y "Farandulera" con 9 puntos (7+2).
- 2.º lugar: Marjorie Hermosilla e Ignacia Rodríguez (Asociaciones Maipo y Litoral Central) en "Maletero" y "Recontento" con 8 (4+4).
- 3.er lugar: Paola Lembach y Helia Álvarez (Asociación Santiago) en "Encerrón" y "Lican Rayen" con 7 (0+7).

### Serie Caballos
- 1.er lugar: Criadero Juncal, Tomás Hechenleitner Winkler y Tomás Hechenleitner Held (Asociación Llanquihue y Palena) en "Aventurero" y "Atinao" con 28 puntos (10+5+8+5).
- 2.º lugar: Claudio Solís y Marco Flores (Asociación Curicó) en "Pistilo" y "Vistoso" con 26 (8+8+9+1).
- 3.er lugar: Juan Galdames y Juan Alberto Galdames (Asociación Los Andes) en "Pocoa" y "Pintoso" con 25 (8+4+5+8).
- 4.º lugar: Juan Antonio Rehbein y Bruno Rehbein (Asociación Llanquihue y Palena) en "Onofre" y "Buen Tipo" con 25 (8+5+6+6).

### Serie Criaderos
- 1.er lugar: Criadero Peleco, Gustavo Valdebenito y Cristóbal Cortina (Asociación Malleco) en "Mono Mono" y "Messi" con 35 puntos (8+12+8+7).
- 2.º lugar: Criadero Doña Tuca, Emiliano Ruiz y Gonzalo Vial Lira (Asociaciones Santiago Oriente y Maipo) en "Recuento" y "Relato" con 33 (8+6+12+7).
- 3.er lugar: Criadero Doña Dominga, Diego Pacheco y Luis Castro (Asociación Colchagua) en "Viñatero" y "Frescolín" con 33 (9+7+9+8).

### Serie Yeguas
- 1.er lugar: Criadero Peleco, Gustavo Valdebenito y Cristóbal Cortina (Asociación Malleco) en "Mañanera" y "Polenta" con 34 puntos (13+4+9+8).
- 2.º lugar: Arturo Ríos y Pedro Espinoza (Asociación Maipo) en "Alameda" y "Atenta" con 33 (7+7+7+12).
- 3.er lugar: José Manuel Toledo y Emiliano Ruiz (Asociación Santiago Oriente) en "Artillera en Domingo" y "Compañía" con 32 (8+8+5+11).

### Serie Potros
- 1.er lugar: Claudio Hernández y Rufino Hernández (Asociaciones Santiago Oriente y Talca) en "Esencial" y "Estruendoso" con 36 puntos (7+11+12+6).
- 2.º lugar: Felipe González y Juan Pablo González (Asociación Litoral Central) en "Atrevío" y "Voy y Vuelvo", con 32 (7+12+7+6) *.
- 3.er lugar: Criadero Santa Elba, Sebastián Poblete y Manuel Poblete (Asociaciones Cautín y Valdivia) en "Calicanto" y "Chapeado" con 31 (8+7+8+8).
- 4.º lugar: Diego Ordóñez y Juan Pablo González (Asociación Litoral Central) en "Poncho Al Hombro" y "Zorzalero" con 29 (8+4+12+5).

* Corrieron por los premios.

### Primera Serie Libre A
- 1.er lugar: José Antonio Bozo y Claudio Krause (Asociación Bío Bío) en "Distinguido II" y "Don Facha" con 32 puntos (7+9+7+9).
- 2.º lugar: Francisco Infante y Mario Tamayo (Asociación Melipilla) en "Refresco" y "Safarrancho" con 31 (7+10+8+6).
- 3.er lugar: Germán Varela y Mario Matzner (Asociación Osorno) en "Tanino" y "Curioso" con 30 (8+12+4+6).
- 4.º lugar: Cristián Leiva y José Astaburuaga (Asociación Valle Santa Cruz) en "Cuchito" y "Lancero" con 30 (10+3+8+9).
- 5.º lugar: Criadero San José de Loa y El Tani, Gustavo Loaiza y Enrique Sinning (Asociación Valdivia) en "Refajo" y "Ensenada" con 29 (8+7+8+6) +9.

### Primera Serie Libre B
- 1.er lugar: Criadero Mencahue con José Manuel Valera y Claudio Ríos (Asociación Osorno) en "Loma Arriba" y "Revoltosa" con 32 puntos (10+9+12+1).
- 2.º lugar: Marcelo Bancalari y Hernán Lobel (Asociaciones Concepción y Llanquihue y Palena) en "Correntoso" y "Risueño" con 31 puntos (7+4+7+13).
- 3.er lugar: Criadero Doña Dominga con Luis Huenchul y Felipe Undurraga (Asociación Colchagua) en "Lindas Plumas" e "Indio Coqueto" con 30 puntos (10+6+1+13).
- 4.º lugar: Criadero Puyehue Ñilque con José Antonio de la Jara y Rodrigo Willer (Asociación Osorno) en "Osornino" y "Paraíto" con 30 puntos (10+4+8+8).
- 5.º lugar: Criadero Santa Isabel con Eduardo Tamayo y Juan Carlos Loaiza (Asociación Valdivia) en "Isleña T.E." e "Isaura" con 29 puntos (12+7+2+8).

### Segunda Serie Libre A
- 1.er lugar: Criadero Palmas de Peñaflor con Alfredo Moreno Echeverría y Luis Eduardo Cortés (Asociación Santiago Sur) en "Condesa" y "Cacique" con 34 puntos (8+8+11+7).
- 2.º lugar: Criadero Higuera Norte con Cristián Ordóñez y Miguel Herrera (Asociación Linares) en "Despreciado" y "Manolete" con 31 puntos (13+4+8+6).
- 3.er lugar: Criadero Santa Isabel con Eduardo Tamayo y Juan Carlos Loaiza (Asociación Valdivia) en "Grandeza" e "Illeifa T.E." con 27 puntos (8+4+8+7).
- 4.º lugar: Criadero Palmas de Peñaflor con Alfredo Moreno Echeverría y Luis Eduardo Cortés (Asociación Santiago Sur) en "Paredón" y "Portento" con 26 puntos (7+8+7+4).

### Segunda Serie Libre B
- 1.er lugar: Gonzalo Schwalm y Sergio Tobías Labbé (Asociación Osorno) en "Estela" y "Farandulera" con 34 puntos (7+9+9+9).
- 2.º lugar: Francisco Infante y Mario Tamayo (Asociación Melipilla) en "Rescoldo" y "Travieso" con 33 puntos (7+8+11+7).
- 3.er lugar: Criadero El Solar con Hernán Lobel y Nelson García (Asociación Llanquihue y Palena) en "Escandaloso" y "Estelita" con 29 puntos (8+12+6+3).
- 4.º lugar: Criadero Palmas de Peñaflor con Luis Fernando Corvalán y Alfredo Moreno Echeverría (Asociación Santiago Sur) en "Pinturita" y "Canela" con 27 puntos (8+6+5+8).

### Movimiento de la rienda femenino
- Campeona: Valentina Hernández en "Lunita" con 52 puntos.
- Segunda campeona: Yeny Troncoso en "Escarchado" con 47 puntos.

### Rienda menores
- Campeón: Bernabé Hot en "Loco Amigo" con 40 puntos.

### Movimiento de la rienda masculino
- Campeón: Luis Eduardo Cortés en "Palmeña" con 64 puntos.
- Segundo campeón: Emmanuel Silva en "Comodín" con 60 + 17 puntos.

## Clasificatorios
En junio de 2017 el directorio de la Federación del Rodeo Chileno dio a conocer la fecha y las sedes de los rodeos clasificatorios, sin embargo al mes siguiente se realiza un Consejo Directivo modificando las fechas de los rodeos clasificatorios, volviéndose a realizar un total de cinco.
- 23, 24 y 25 de febrero de 2018: Rodeo Clasificatorio Zona Sur, Lautaro (Asociación Río Cautín).
- 2, 3 y 4 de marzo de 2018: Rodeo Clasificatorio Zona Centro, San Fernando (Asociación Colchagua).
- 9, 10 y 11 de marzo de 2018: Rodeo Clasificatorio Zona Norte, Batuco (Asociación Santiago Sur).
- 16, 17 y 18 de marzo de 2018: Rodeo Clasificatorio de Repechaje Zona Centro Sur, Pemuco (Asociación Ñuble).
- 23, 24 y 25 de marzo de 2018: Rodeo Clasificatorio de Repechaje Zona Centro Norte, medialuna de Chocalán (Asociación Melipilla).

### Clasificatorio Zona Sur de Lautaro
- 1.er lugar: Criadero Peleco, Gustavo Valdevenito y Cristóbal Cortina (Malleco), en "Compadre" y "Caballero" con 30 puntos.
- 2.º lugar: Criadero El Solar, Hernán Lobel y Nelson García (Llanquihue y Palena), en "Escandaloso" y "Estelita" con 28 puntos.
- 3.er lugar: Criadero Santa Elba, Sebastián y Manuel Poblete (Cautín), en "Calicanto" y "Chapeado" con 27+8 puntos.

### Clasificatorio Zona Centro de San Fernando
- 1.er lugar: Raimundo y Juan Pozo (Talca), en "Cuñao" y "Mazamorra" con 29 puntos.
- 2.º lugar: José García y Luis Yáñez  (O'Higgins), en "Jornalero" y "Descendiente" con 25 puntos.
- 3.er lugar: Criadero Loma Suave, Gustavo Rivera y Rufino Hernández (Talca), en "Intrusa" y "Julieta" con 24 puntos.

### Clasificatorio Zona Norte de Batuco
- 1.er lugar: Casas de Bucalemu, Felipe González y Juan Pablo González (Litoral Central) en "Atrevío" y "Voy y Vuelvo", con 42 puntos.
- 2.º lugar: Palmas de Peñaflor, Alfredo Moreno y Luis Eduardo Cortés (Santiago Sur) en "Paredón" y "Portento", con 31 puntos.
- 3.er lugar: José Manuel Toledo y Emiliano Ruiz (Santiago Oriente) en "Domingo" y "Compañía", con 28 puntos.

### Clasificatorio Repechaje Zona Centro Sur de Pemuco
- 1.er lugar: Jesús Rodríguez y Felipe Garcés (Río Cautín) en "Carpincho" y "Caminante" con 33 puntos.
- 2.º lugar: Criadero Santa Elba, Pablo Quera y Claudio Herrera (Aguanegra) en "Tres de Copa" y "Terremoto" con 30 puntos.
- 3.er lugar: Criadero Quilen, Raúl Arraño y Cristián Arraño (Osorno) en "Ñipiadora" y "Espinada" con 27 puntos.

### Clasificatorio Repechaje Zona Centro Norte de Melipilla
- 1.er lugar: Diego Vial y José Tomás Meza (Maipo) en "Amanecida" y "Jacinta" con 36 puntos.
- 2.º lugar: Francisco Infante y Mario Tamayo (Melipilla) en "Refresco" y "Safarrancho" con 31 puntos.
- 3.er lugar: Cristian Matthews y Mauricio Toloza (Choapa) en "Guachaco" y "Linda Rubia" con 30 puntos.

## Cuadro de honor temporada 2017-2018
Como es tradicional, al finalizar la temporada, la Federación del Rodeo Chileno entregó el cuadro de honor para jinetes y caballares.

### Jinetes
1. Gustavo Valdebenito (Asociación Malleco) 212 puntos
2. Cristóbal Cortina (Asociación Malleco) 199
3. Juan Carlos Loaiza (Asociación Valdivia) 162
4. Claudio Krause (Asociación Bío Bío) 153
5. José Antonio Bozo (Asociación Bío Bío) 145
6. Eduardo Tamayo (Asociación Valdivia) 109
7. Cristián Ordóñez (Asociación Linares) 79
8. Marcelo Bancalari (Asociación Concepción) 50
9. Hernan Löbel (Asociación Llanquihue y Palena) 45
10. Juan Pablo González (Asociación Litoral Central) 17.

### Caballos
1. Peleco Compadre (Contulmo y Rosquera) 220 puntos
2. El Cisne Distinguido II (El Gran Jefe y Trenza) 196
3. Llano Pelao Correntoso (Escombro y Agua Buena) 175
4. La Quila Risueño (Rilan y Gitana) 149
5. Higuera Norte Manolete (Estribor y Carambola) 90
6. Grosella Pistilo (Qué Amigazo y Pasajera) 77
7. Doña Dominga Cs Lindas Plumas (Manojo y Consentida) 76
8. Palmas de Peñaflor Portento (Espejo y Confusión) 52
9. Doña Dominga Cs Indio Coqueto (Indiano y Coqueta) 46
10. Juncal Aventurero (Estancado y Atractiva) 24

### Yeguas
1. Santa Isabel Isaura (Escorpión y Envidiosa) 219 puntos
2. Santa Isabel Isleña T.E. (Escándalo y Barricada) 196
3. Peleco Mañanera (Requinto y Geisha) 141
4. Peleco Polenta (Requinto y Minga) 121
5. Santa Isabel Illeifa T.E. (Escándalo y Esbelta) 120
6. Claro de Luna Alameda (Plebiscito y Estimada) 86
7. Robledal Atenta (Siempre Atento y Molestosa) 81
8. Las Ciénagas Artillera En Domingo (Artillero en Domingo y Mucha Niña) 62
9. Santa Isabel Grandeza (Talento y Escarcha) 60
10. Riberas Del Claro Víbora II (Pachimare y Víbora) 34

### Potros
1. Peleco Caballero (Contulmo y Minga) 219 puntos
2. Kularrelmu Don Facha (Figurón y Gelatina) 198
3. Peleco Mono Mono (Requinto y Estupenda) 156
4. Higuera Norte Despreciado (Descariñado y Torcaza) 140
5. Peleco Messi (Ronaldo y Rudera) 133
6. Santa Elba Chapeado (El Pluma Blanca y Encontrada) 73
7. Casas de Bucalemu Voy y Vuelvo (Aromo y Alambra) 73
8. Casas de Bucalemu II Atrevío (Aromo y Alambra) 57
9. San José de Loa Refajo (Escándalo y Tincada) 47
10. Santa Elba Calicanto (El Pluma Blanca y Encontrada) 3